# Stenotarsus crassiusculus
Stenotarsus crassiusculus is een keversoort uit de familie zwamkevers (Endomychidae). De wetenschappelijke naam van de soort werd in 1905 gepubliceerd door Léon Marc Herminie Fairmaire.